# يوشيمي ياماشيتا
يوشيمي ياماشيتا (مواليد 20 فبراير 1986) هي حكم كرة قدم يابانية، كانت ضمن حكام كأس العالم للسيدات 2019 وفي 2022 تم اختيارها لتكون ضمن حكام بطولة كأس العالم 2022.وهي أول امرأة تحكم مباراة في نهائيات كأس آسيا 2023.